# Wapen van Montenegro

Wapen van Montenegro

Wapen van Montenegro, 1993-2004

Wapen van Montenegro, 1946-1993

Het huidige wapen van Montenegro (Montenegrijns: Грб Црне Горе, Grb Crne Gore) is in gebruik sinds 2004. Het verving toen officieel het vroegere wapen van Montenegro dat in 1993 in gebruik werd genomen. Er zijn gelijkenissen in beide wapens te vinden, maar ook verschillen. Zo is het huidige uit 2004 goudkleurig terwijl het wapen uit 1993 een tweekoppige adelaar van witte kleur bezat. Het wapen staat sinds 2004 centraal in de Montenegrijnse vlag.

## Symboliek
Het wapen is, hoewel op details verschillend, al in gebruik sinds de negentiende eeuw. De dubbelhoofdige adelaar is afkomstig uit het wapen van het Huis Petrović, de voormalige koninklijke familie van het land. Die heeft de adelaar gekopieerd van het Russische Rijk, waarmee de Montenegrijnse koninklijke familie in de negentiende eeuw hechte banden had. Het symbool zelf heeft een Byzantijnse en, nog verder terug, een Romeinse oorsprong.

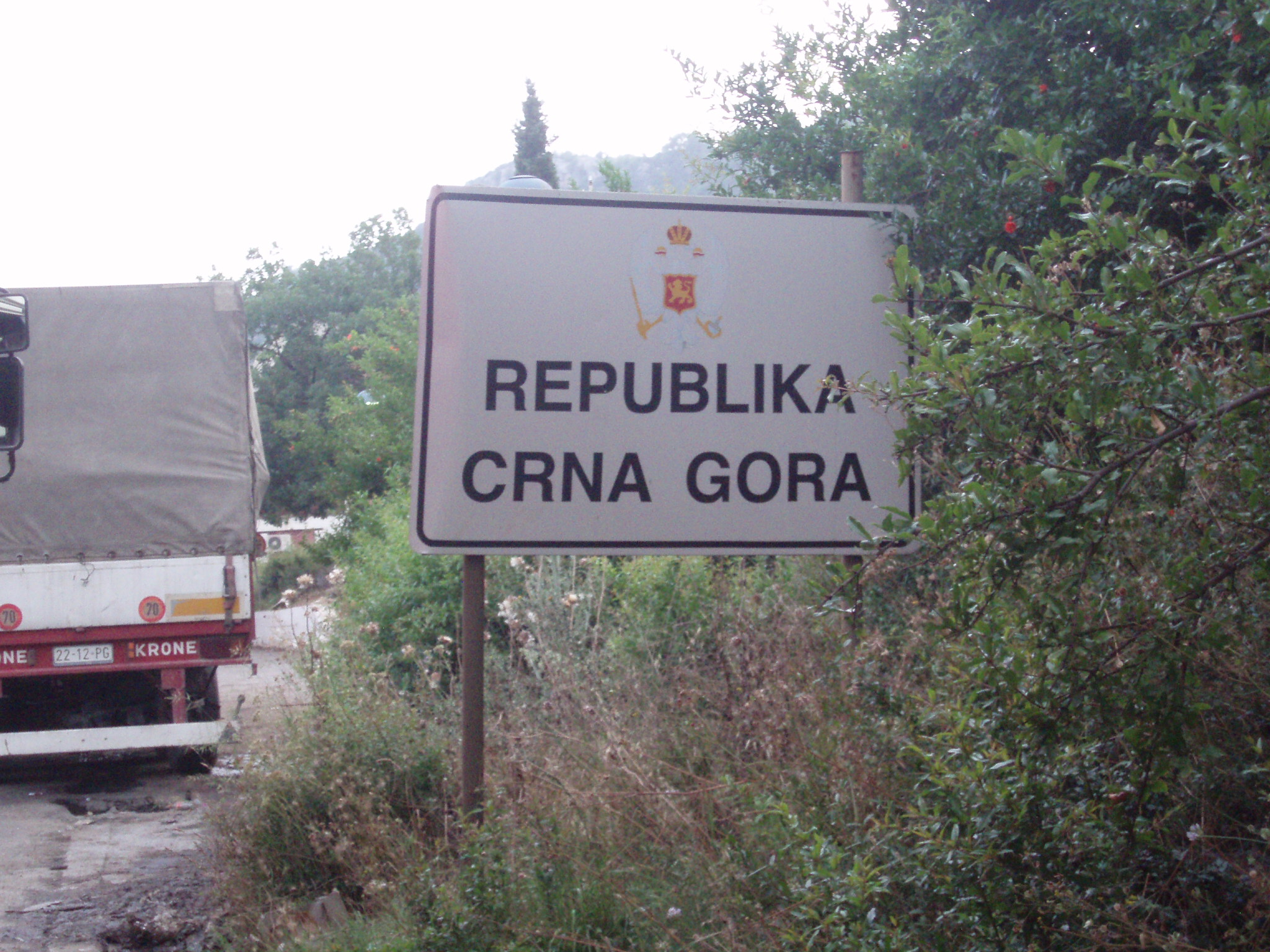
Montenegrijns wapen op bord bij de Albanese grens

De leeuw die door de adelaar op een schild op zijn borst wordt getoond, is een teken van bisschoppelijke macht en symboliseert de Opstanding. In de negentiende eeuw was Montenegro een theocratie onder leiding van een prins-bisschop. Destijds werden enkele religieuze symbolen, waaronder de bisschoppelijke leeuw, ook als nationale symbool symbolen gebruikt. In 1851, vlak voordat het prinsbisdom werd vervangen door een seculiere monarchie, werd de leeuw onder de adelaar geplaatst en plaatste men in het schild de initialen van de regerende vorst. Na drie opeenvolgende vorsten, Peter II, Danilo II en Nicolaas I, verdween het wapen in 1918 om pas in 1993 (enigszins gewijzigd) weer ingevoerd te worden. Het huidige wapen, dat van 1993, plaatst de leeuw weer in het schild en draagt de insignes van Nicolaas I.
Het feit dat Montenegro als republiek een wapen heeft met royalistische symbolen erin, waaronder de kroon van het Huis Petrović, heeft rond 1993 enige opschudding veroorzaakt. Inmiddels is het wapen in Montenegro een belangrijk nationaal symbool geworden, hetgeen een illustratie is van het toegenomen nationalisme en zelfbewustzijn in de op 3 juni 2006 onafhankelijk geworden staat.

## Het gebruik van het wapen tussen 1918 en 1993
Het gebruik en vertoning in het openbaar van het Montenegrijnse wapen, werd in 1918 verboden door Servië, dat Montenegro kort daarvoor geannexeerd had. Als onderdeel van Servië ging Montenegro uitmaken van het Koninkrijk van Serven, Kroaten en Slovenen, dat vanaf 1929 Joegoslavië zou heten. Het wapen bleef in gebruik bij groepen die zich tegen annexatie verzetten.
Nadat Montenegro in 1945 binnen Joegoslavië een eigen republiek ging vormen, werd in 1946 een eigen Montenegrijns wapen ingevoerd. Dit wapen leek geenszins op het oude koninklijke wapen, maar toont een grijze rots die boven de zee uitsteekt, omringd door gouden laurier waaromheen een rood-blauw-wit lint gebonden is. Boven het wapen was een rode communistische ster geplaatst.